# Pearson (serie televisiva)
Pearson è una serie televisiva drammatica statunitense creata da Aaron Korsh e Daniel Arkin, trasmessa dal 17 luglio al 18 settembre 2019 su USA Network. È uno spin-off della serie Suits e vede Gina Torres riprendere il ruolo di Jessica Pearson. Il 1º novembre 2019 USA Network ha cancellato la serie dopo una stagione.

## Trama
La serie segue le vicende della ex socia di Harvey Specter, Jessica Pearson (interpretata da Gina Torres), sua mentore e per lungo tempo principale, trasferitasi a Chicago per dare un taglio netto alla sua vita. Catapultata nel mondo della politica di Chicago, inizia una nuova carriera come braccio destro del sindaco della città Bobby Golec. Un nuovo ambiente per Jessica, che spesso si sporge sui limiti della legalità, sempre comunque nel tentativo di fare la cosa giusta.

## Personaggi e interpreti

### Principali
- Jessica Pearson, interpretata da Gina Torres.
- Keri Allen, interpretata da Bethany Joy Lenz.
- Nick D'Amato, interpretato da Simon Kassianides.
- Derrick Mayes, interpretato da Eli Goree.
- Angela Cook, interpretata da Chantel Riley.
- Mayor Bobby Novak, interpretato da Morgan Spector.
- Yoli Castillo, interpretata da Isabel Arraiza.

### Guest star
- Harvey Specter, interpretato da Gabriel Macht
- Louis Litt, interpretato da Rick Hoffman

## Riprese
Le riprese della serie sono iniziate il 20 settembre 2018 a Los Angeles, California; sono poi proseguite a Chicago, Illinois.

## Distribuzione
La serie non è mai stata distribuita in italia.

## Accoglienza

### Critica
Sul sito di recensioni Rotten Tomatoes, la serie ha un indice di apprezzamento del 72% con un punteggio medio di 6,92/10, basato su 18 recensioni." Metacritic, che utilizza una media ponderata, ha attribuito un punteggio di 54 su 100, sulla base di 7 critiche, indicanti "recensioni miste o nella media"".